# Judy Feld Carr
Judy Feld Carr (* 26. Dezember 1938 in Toronto) ist eine kanadische Musikwissenschaftlerin, der es gelang, zwischen 1973 und 2001 mehr als 3000 Juden die Flucht aus Syrien zu ermöglichen.

## Leben

### Herkunft und Familie
Zusammen mit ihrem jüngeren Bruder Alexander (1942–1999) wuchs Judy in Sudbury als Tochter des in Russland geborenen Jack Lev (1898–1983) auf, eines Pelzhändlers und führenden Kopfes der jüdischen Gemeinde, sowie von Sarah, geborene Rivers aus Brooklyn (1917–1986). Nachdem sie 1957 die Highschool absolviert hatte, studierte sie Musik an der Universität Toronto, wo sie sowohl den Bachelor als auch den Master in music education und Musikwissenschaft erlangte. Danach spezialisierte sie sich weiter am Ontario College of Education. 1960 heiratete sie den Arzt Ronald Feld (1933–1973), mit dem sie drei Kinder hatte: Alan Harold (* 1961), Gary Alexander (* 1965) und Elizabeth Frances (* 1969).

### Mehr als zwei Jahrzehnte Einsatz für Juden in Syrien
Ende der 1960er Jahre engagierte sich das Ehepaar für die Juden in der Sowjetunion, doch bald konzentrierte sich ihre Arbeit auf Syrien, wo zu dieser Zeit noch 6.000 Juden lebten. Die beiden gründeten eine Hilfsorganisation, die versuchte, das Schicksal der drangsalierten Minderheit bekannt zu machen, die seit der Gründung des Staates Israel im Jahr 1948 Pogrome fürchtete, wie den Angriff auf die Menarscha-Synagoge in Damaskus von 1949 oder 1947 das Pogrom von Aleppo.
Im Geheimen arrangierten sie Treffen mit Führern der Gemeinde von Damaskus, später von Aleppo. Zugleich versuchten sie Geld dorthin zu bringen. Als ihr Mann 1973 starb, gründeten Freunde zu seinem Gedenken einen Wohltätigkeitsfonds.
1977 heiratete Judy Feld den Rechtsanwalt Donald Carr (* 1928). Sie versuchten, einen an Krebs erkrankten Rabbiner aus Aleppo nach Kanada zu bringen. Dies gelang unter strenger Geheimhaltung und mittels Bestechung. Als Folge erhielt Carr Namen und Kontakte von Juden, die gleichfalls das Land verlassen wollten. Die syrischen Amtsinhaber betrachteten das Geldangebot als eine Art Sicherheit für die Rückkehr der ins Ausland gehenden Juden, doch wusste offenbar jeder der Beteiligten, dass die Geflohenen nie nach Syrien zurückkehren würden. Die Flüchtlinge gingen meist nach New York, denn eine Auswanderung nach Israel wurde vom syrischen Staat mit Strafen an den Zurückgebliebenen bedroht. In Notfällen wurden die Betreffenden auch illegal aus dem Land in die Türkei geschmuggelt, wozu wiederum Männer gefunden werden mussten, die bereit waren, das Risiko (gegen Bezahlung) einzugehen.
Als Anfang der 1990er Jahre Hoffnung bestand, dass Israel und Syrien zu einem Friedensvertrag kommen, ließ die syrische Regierung die meisten Juden auswandern, wobei weiterhin Bestechungsgelder flossen. Damit war die 30 Jahre dauernde Arbeit von Carr erledigt.

### Ehrungen
Feld Carr erhielt Ehrungen durch jüdische und israelische Organisationen, darunter den Saul Hayes Human Rights Award im Jahr 1995 vom Canadian Jewish Congress und den Ehrendoktor der Laurentian University im Jahr 2000. Im selben Jahr wurde ihr der Order of Canada verliehen. Außerdem erhielt sie 2001 die Medal of Valor vom Simon Wiesenthal Center in Los Angeles und 2002 die Abraham Sachar Medal als Frau des Jahres von der Brandeis University sowie im selben Jahr einen Ehrendoktor des Jüdischen Theologischen Seminars von New York. 2012 wurde sie mit der Queen Elizabeth II Diamond Jubilee Medal ausgezeichnet. 